# Сулейманов, Нариман Фазылович
Нариман Фазылович Сулейманов (род. 28 февраля 1951) — советский самбист и дзюдоист, призёр чемпионатов СССР по самбо, чемпион Украинской ССР и Вооружённых Сил СССР по самбо, мастер спорта СССР международного класса. Выпускник Киевского государственного институт физкультуры 1984 года. Тренер. С 1982 по 2009 годы — тренер-преподаватель по самбо, дзюдо и рукопашному бою спортивных школ Крыма и Украины.

## Спортивные результаты
- Чемпионат СССР по самбо 1977 года — ;
- Борьба самбо на летней Спартакиаде народов СССР 1975 — ;
- Чемпионат СССР по самбо 1977 года — ;